# Bouhmama (distrito)
Bouhmama é um distrito localizado na província de Khenchela, Argélia, e cuja capital é a cidade de mesmo nome. A população total do distrito era de 27 582 habitantes, em 2008.

## Comunas
O distrito é composto por quatro comunas:
- Bouhmama
- Chelia
- Yabous
- M'Sara